# A Hat in Time
A Hat in Time (з англ. «Капелюх у часі») — це пригодницька гра-платформер, розроблена датською ігровою студією Gears for Breakfast і видана Humble Bundle. Гру було розроблено з використанням Unreal Engine 3 і фінансовано через кампанію Kickstarter, яка подвоїла цілі зі збору коштів протягом перших двох днів.  Гра була опублікована самостійно для Microsoft Windows і macOS у жовтні 2017 року, а через два місяці — Humble Bundle для консолей PlayStation 4 і Xbox One .   Версія для Nintendo Switch була випущена в жовтні 2019 року. 
Гра базується навколо Hat Kid (з англ. - «Дитина в капелюсі»), інопланетної дівчини, яка намагається повернутися до свого дому, відновивши втрачені «Частинки Часу», внутрішньоігровий колекційний предмет. Ігровий процес складається з дослідження відкритого світу за допомогою бігу, стрибків, ухилення від перешкод і отримання предметів колекціонування. Ігровий процес надихався попередніми 3D-платформерами, такими як Super Mario 64, Banjo-Kazooie, Spyro the Dragon і Psychonauts .    A Hat in Time порівнюють із класичними платформерами та вважають її інді-успішную після тривалого занепаду платформерних ігор.  Також було кілька доповнень (DLC) з різними режимами та користувальницькими рівнями, а також багатокористувацька онлайн-гра. Версія гри для ПК дозволяє використовувати моди через Майстерню Steam .

## Геймплей
A Hat in Time — це платформна пригодницька гра у відкритому світі, у яку грають від лиця третьої особи . Декілька редакторів описали стиль гри як схожий на платформери Nintendo 64, такі як Super Mario 64 і Banjo-Kazooie .   Гравець подорожує між чотирма відкритими рівнями (разом із 2 додатковими рівнями, які завантажуються разом з DLC), які можна вільно досліджувати без обмежень у часі. Гравець може збирати різноманітні предмети, вирішувати головоломки та використовувати для боротьби з ворогами парасольку або бейсбольну биту. Основна мета — зібрати «Частинки Часу» (в оригіналі - Time Pieces), 56 яких можна знайти в грі, які відкривають додаткові рівні, коли їх буде більше.  Після поразки вороги викидають «Pons», валюту, яку можна використовувати для розблокування додаткових челенджів і придбання значків, які покращують здібності Дитини в Капелюсі.  Гравець може збирати кульки пряжі на кожному рівні, з яких можна зшити нові капелюхи. Кожен капелюх надає Hat Kid різні здібності, наприклад швидший спринт або приготування вибухових зілля. Інші предмети колекціонування включають «Реліквії», які можна використовувати для розблокування бонусних рівнів «Розлому часу», і «Жетони Рифту», які можна обміняти в автоматі на бонусні матеріали, такі як музичні ремікси та додаткову косметику. Дії, зроблені раніше в грі, впливають на наступні рівні, оскільки головний герой повертається до кожної області кілька разів до завершення гри. 

### Death Wish
Death Wish (з англ. «Бажання Смерті») — це челендж-режим, який був випущений із DLC Seal the Deal у вересні 2018 року. Цей режим складається з різноманітних завдань, які використовують уже існуючі рівні. Гравець взаємодіє зі Снетчером (в оригіналі - Snatcher), одержимим контрактами привидом, який вперше з’являється в третьому розділі базової гри. Гравець приймає завдання, щоб отримати штамп після завершення, і гравець також може заробити ще дві марки, виконавши ще два випробування разом з основною метою. Якщо гравець зазнає три невдачі, він може активувати «Мир і спокій», що або збільшить ваш час на виконання завдання, або спростить це завдання, але це не завжди дозволить йому активувати його для челенджів з обмеженням кількості життів.

### Vanessa's Curse
27 листопада 2021 року вийшов новий багатокористувацький режим під назвою «Прокляття Ванесси». Цей режим передбачає змагання у великому особняку між Снетчером і Ванессою, безликою відьмою, яка вперше з’явилася в третьому розділі. Усі гравці починатимуть у команді Снетчера, де вони повинні зібрати певну кількість корон, захованих по всьому особняку, перш ніж закінчиться час. Згодом, Ванесса прокляне одного з гравців. Будь-який проклятий гравець негайно змінить сторону і більше не зможе збирати корони. Перебуваючи в команді Ванесси, мета полягає в тому, щоб проклясти всіх інших гравців, доторкнувшись до них. Снетчер і Ванесса час від часу надають бонуси або полегшують місію для гравців, якщо їхня команда програє, але вони впливатимуть на обидві команди, якщо команди будуть рівними. Раунд закінчується, якщо зібрано необхідну кількість корон, якщо закінчився таймер або якщо всі гравці прокляті. 

## Сюжет
Капелюх у часі розповідає про Hat Kid, маленьку інопланетну дівчинку в капелюсі-циліндрі, яка намагається повернутися до рідного світу на космічному кораблі. Під час своєї подорожі вона пролітає над планетою, і член Мафії планети приходить, щоб зібрати мито для уряду Міста Мафії. Коли Дитина в Капелюсі відмовляється платити, Мафіозій розбиває скляні двері космічного корабля, в результаті чого Hat Kid і всі її «Частинки Часу», чарівні пісочні годинники, що живлять її корабель, падають на планету внизу. Дитина в Капелюсі потрапляє в Місто Мафії і зустрічає Вусату Дівчину (в оригіналі - Mustache Girl), місцеву порушницю спокою, яка ненавидить «поганих хлопців». Вусата Дівчина погоджується допомогти шукати зниклі Частинки Часу в обмін на допомогу інопланетної дівчинки у боротьбі з Мафією, і вони перемагають Боса Мафії. Коли Вусата Дівчина розуміє, що Частинки Часу можуть перемотувати час назад, вона хоче використати їх, щоб стати супергероєм, який подорожує в часі, але Дитина в Капелюсі відмовляється, оскільки вона усвідомлює, що гратися з часом небезпечно. Розгнівана цією відмовою, Вусата Дівчина оголошує їх обох ворогами і вирушає самостійно шукати Частинки Часу.
Hat Kid подорожує планетою в пошуках Time Pieces, зустрічаючи та заводячи дружбу з багатьма ворогами, зокрема, двома конкуруючими режисерами-пташками — DJ Grooves та Conductor, які змагаються за кінонагороду в кіностудії під назвою Dead Bird Studio, та групою жителів гірських сіл під назвою Nomads, заражену небезпечною чумою; і, зрештою, Дитина в Капелюсі змогла здружити їх всіх між собою. Hat Kid також перехитрила хитрого  зловмисного духа на ім’я Снетчер (в оригіналі - Snatcher), який стає її найкращим другом, після того як він тимчасово вкрав її душу, обманом змусив її виконувати свою брудну роботу в Subcon Forest та спробував вбити Hat Kid. У DLC гри Дитина в Капелюсі шукає Частинки Часу, працюючи на океанському лайнері під назвою «Арктичний круїз», який належить Капітану «Морж» (в оригіналі - Walrus Captain), і в якості найомного працівника для злочинного боса Ньякузи (в оригіналі — Nyakuza) на ім’я Імператриця (в оригіналі - Empress) в підземному місті під назвою «Метро Някуза» (в оригіналі — Nyakuza Metro), з якого Hat Kid повинна буле тікати, адже за її голову оголосили нагороду. Вусата Дівчина використовує відсутність Дитини в Капелюсі щоб проникнути на її корабель і викрасти зібрані Частинки Часу, аби використати їх, щоб перетворити планету на вогняне пекло, де її слово є законом. Головна героїня протистоїть їй, але Вусата Дівчина використовує Частинки Часу, щоб відкрити часовий розлом і зробити себе всемогутньою.
Вороги, з якими билася Хет Кід, прийшли їй на допомогу в битві.  Дехто навіть пожертвував собою, щоб Hat Kid могла використати їх випавші Heart Pons (лікувальний колекційний предмет), щоб отримати сили. Дитина в Капелюсі нарешті перемагає Вусату Дівчину та використовує Частинки Часу, щоб повернути планету до нормального стану та відродити всіх тих, хто пожертвував собою. Після цього гравець може вибрати, чи має Хет Кід передати Частинку Часу Вусатій Дівчині (щоб вона могла захистити себе від Мафії) чи ні. Незважаючи на те, що її колишні вороги сумують бачити, як вона йде, Дитина в Капелюсі відносить Частинки Часу до свого сховища та продовжує свою подорож додому. У сцені після титрів Hat Kid спить у ліжку в оточенні іграшок, схожих на інших персонажів.  

## Розробка
Початкову ідею «Капелюха в Часі » започаткував режисер Йонас Керлев, який отримав ступінь магістра комп’ютерних наук в Ольборзькому університеті в Данії. Він запустив проект як відповідь на своє відчуття постійного браку 3D-платформерів, спеціально розроблених Nintendo . Деякі джерела натхнення включають Psychonauts, Spyro the Dragon і Banjo-Kazooie . В інтерв’ю Polygon Kærlev розповів, що він і Gears for Breakfast спочатку не очікували такого успіху на Kickstarter, якого зрештою отримала A Hat in Time . Керлев вважав, що попит на гру буде невеликим через вплив Donkey Kong 64 на жанр, який, на його думку, перевантажує гравця занадто великим колекціонуванням.  Розробка гри почалася в серпні 2012 року і була запланована на другий квартал 2013 року, але була значно відкладена. На початку розробки Kærlev був єдиним розробником гри, але з часом розробка переросла в Gears for Breakfast, повністю волонтерську команду з чотирьох країн.   Завдяки кампанії на Kickstarter гра перевищила початкову ціль у 30 000 доларів США, а підсумкова сума склала 296 360 доларів.  У липні 2013 року було оголошено, що гра отримала "зелене світло" на випуск у Steam .  Саундтрек здебільшого написав Паскаль Міхаель Штіфель та кілька запрошених композиторів, як-от Грант Кірхоуп, які додали додаткові треки до гри.
Перенесення гри для консолі Nintendo Wii U було в голові розробника ще з моменту анонсу на Kickstarter, враховуючи, що гра сильно натхненна опублікованими Nintendo платформерами, але фактична розробка не відбулася. Після різних прохань щодо портування для Nintendo Switch Gears For Breakfast спочатку стверджували у Twitter, що такого порту не буде, що викликало неоднозначну реакцію.   Однак під час Gamescom у серпні 2018 року було підтверджено портування Nintendo Switch, яке було випущено 18 жовтня 2019 року.   Два DLC, випущені для ПК, також пізніше були перенесені на версію Switch.

### Завантажуваний вміст (DLC)
У березні 2018 року оновлення додало підтримку модів через Steam Workshop. 
Перше DLC, Seal the Deal, було випущене для ПК-версії 13 вересня 2018 року та було доступне безкоштовно протягом 24 годин після випуску. Пізніше, DLC було випущено разом із запуском гри Nintendo Switch 18 жовтня 2019 року  Воно додало нову главу Arctic Cruise, новий челендж-режим, відомий як «Death Wish», шість додаткових етапів Time Rift, а також нову косметику та фільтри для режиму фото. Крім того, також було додано місцевий кооператив із розділеним екраном із новим персонажем Bow Kid (з англ. - Дитина з Бантиком). 
Друге DLC, Nyakuza Metro + Online Party, було анонсовано 25 квітня 2019 року та випущено 10 травня на ПК. Воно було випущене для Nintendo Switch 21 листопада 2019 року.  Його новий головний розділ розгортається в підземному місті, натхненному Японією, де Hat Kid стає членом котячої вуличної банди. Представлена зброя з бейсбольною битою, а також нові значки, косметика та наклейки (які можна використовувати як емоції та використовувати для прикраси зброї гравця). Також був представлений новий онлайн-режим для кількох гравців, де групи до 50 гравців можуть грати в одному світі одночасно. Онлайн-вечірка доступна лише через Steam і була «однією з перших ігор» де використовувалася Valve Steam Networking API 2.0.  DLC доступна безкоштовно для тих, хто підтримав кампанію гри на Kickstarter.  
У листопаді 2020 року Gears for Breakfast оголосили у Twitter, що Seal the Deal і Nyakuza Metro будуть випущені на PlayStation 4 і Xbox One у першому кварталі 2021 року.  31 березня 2021 року обидва пакети DLC були випущені на цих платформах  із підтримкою 60 FPS під час гри на PlayStation 5 або Xbox Series X/S із використанням зворотної сумісності. 

## Рецензія
| Агрегатор  | Оцінка                                         |
| ---------- | ---------------------------------------------- |
| Metacritic | PC: 79/100 PS4: 79/100 NS: 76/100 XONE: 74/100 |

| Видання               | Оцінка      |
| --------------------- | ----------- |
| Destructoid           | 8.5/10      |
| Eurogamer             | Recommended |
| Game Informer         | 8/10        |
| GameSpot              | 7/10        |
| IGN                   | 8/10        |
| Nintendo Life         | [ 46 ]      |
| Nintendo World Report | 7/10        |
| PC Gamer (США)        | 86/100      |
| Push Square           | 6/10        |

A Hat in Time отримала «загалом схвальні» відгуки від критиків, крім того, що версія для Xbox One отримала «змішані або середні» відгуки, згідно з агрегатором оглядів Metacritic . 
Кріс Картер з Destructoid дав грі 8,5 з 10, назвавши її «вражаючою роботою з кількома помітними проблемами, які стримують її».  PC Gamer Домінік ' оцінив гру 86/100, сказавши: « А Hat in Time — це креативна, грайлива та відшліфована данина жанру, яка не отримує достатньої любові на ПК».  Бен «Yahtzee» Croshaw з The Escapist дуже позитивно поставився до гри, вважаючи її другою улюбленою грою 2017 року. 

### Продажі
Через два тижні після виходу A Hat in Time було продано 50 000 копій.  До липня 2018 року було продано понад 500 000 копій гри.  До грудня 2018 року було продано понад 1 мільйон копій гри. 

### Подяки
Гра була номінована на «Найкращу комп’ютерну гру ' на премії Destructoid Game of the Year Awards 2017,  на «Найкращий платформер» на премії IGN Best of 2017  та на «Game, Original Family» на нагороди Національної академії рецензентів торгівлі відеоіграми.  

## Зовнішні посилання
- Офіційний сайт

1. ↑  PC versions were self-published by Gears for Breakfast

1. ↑  Good Old Games — 2008.
2. ↑  Humble Store
3. 1 2 3 4 5 6 7 8 9 10 11  Steam — 2003.
4. ↑  Zauch, Eric (23 вересня 2018). [Interview] A Hat in Time dev talks five-year development, Switch port, and what's next. NintendoEverything. Архів оригіналу за 20 лютого 2019. Процитовано 6 листопада 2021.
5. ↑  Toyad, Jonathan (2 червня 2013). Denmark studio opens Kickstarter for A Hat in Time. GameSpot. Архів оригіналу за 9 червня 2013. Процитовано 25 червня 2013.
6. ↑  Mitchell, Richard (30 травня 2013). A Hat in Time winds up on Kickstarter, wakes memories of games gone by. Engadget (Joystiq). Архів оригіналу за 15 березня 2016. Процитовано 18 лютого 2018.
7. ↑  Campbell, Evan (9 лютого 2017). Humble Bundle Becomes a Games Publisher. IGN. Архів оригіналу за 1 травня 2022. Процитовано 10 лютого 2017.
8. ↑  Glagowski, Peter (27 листопада 2017). A Hat in Time lands on PS4 and Xbox One next week. Destructoid. Архів оригіналу за 9 грудня 2019. Процитовано 23 грудня 2017.
9. ↑  Devore, Jordan (15 серпня 2019). At last! A Hat in Time hits Nintendo Switch on October 18. Destructoid. Архів оригіналу за 13 лютого 2020. Процитовано 15 серпня 2019.
10. 1 2 3  Matulef, Jeffrey (16 листопада 2012). A Hat in Time channels Wind Waker's aesthetic for a PC and Mac platformer. Eurogamer. Архів оригіналу за 21 вересня 2013. Процитовано 28 червня 2013.
11. ↑  A Hat in Time - Quirky 3D Platformer!. Gears for Breakfast. Процитовано 14 вересня 2015.
12. ↑  Gears for Breakfast's Jenna Brown on Designing her First Video Game. code.likeagirl.io. 15 лютого 2018.
13. ↑  Schoon, Eric (4 липня 2021). What We’re Playing: ‘A Hat in Time’ Brought Back 3D Platformers. Reviewgeek. Архів оригіналу за 3 лютого 2023. Процитовано 3 жовтня 2022. [Архівовано 2023-02-03 у Wayback Machine.]
14. ↑  Hernandez, Patricia (30 травня 2013). It Looks Like Wind Waker and Plays Like Super Mario 64. Fantastic. Kotaku. Архів оригіналу за 7 червня 2013. Процитовано 27 червня 2013.
15. ↑  Petitte, Omri (16 листопада 2012). A Hat in Time is a collect-a-thon platformer with familiar roots. PC Gamer. Архів оригіналу за 9 березня 2016. Процитовано 18 лютого 2018.
16. ↑  Cook, Dave (30 травня 2013). A Hat in Time: Kickstarter platform game gives off a Wind Waker vibe. VG247. Архів оригіналу за 13 червня 2013. Процитовано 29 червня 2013.
17. ↑  Ba-oh, Jorge (3 липня 2013). Interview: Gears for Breakfast Talk A Hat in Time. Cubed3. Архів оригіналу за 21 вересня 2013. Процитовано 5 липня 2013.
18. ↑  A Hat in Time - Vanessa's Curse on Steam.
19. ↑  Matulef, Jeffrey (31 травня 2012). Wind Waker-esque platformer A Hat in Time soars on Kickstarter. Eurogamer. Архів оригіналу за 7 червня 2013. Процитовано 25 червня 2013.
20. ↑  Hancock, Patrick (17 січня 2013). A Hat in Time needs to be on your radar. Destructoid. Архів оригіналу за 20 січня 2013. Процитовано 25 червня 2013.
21. 1 2  McElroy, Griffin (9 червня 2013). A Hat in Time hopes to atone for the platforming sins of Donkey Kong 64. Polygon. Архів оригіналу за 16 червня 2013. Процитовано 29 червня 2013.
22. ↑  A Hat in Time: Un regreso a las plataformas en 3D. Planeta Gaming (ісп.). 11 жовтня 2017. Архів оригіналу за 21 грудня 2021. Процитовано 21 грудня 2021.
23. ↑  Sixteen More Titles Greenlit Today. Steam. 24 липня 2013. Процитовано 7 травня 2015.
24. ↑  Reseigh-Lincoln, Dom (12 лютого 2018). A Hat In Time Developer Confirms The Time Travel Platformer Won't Leap Onto Switch. Nintendo Life. Архів оригіналу за 12 лютого 2018. Процитовано 20 червня 2018.
25. ↑  Carter, Chris (12 лютого 2018). A Hat In Time is definitely not coming to Switch, despite hope. Destructoid. Архів оригіналу за 12 листопада 2020. Процитовано 20 червня 2018.
26. ↑  Makedonski, Brett (20 серпня 2018). Yep, you guessed it: A Hat in Time is coming to Switch. Destructoid. Архів оригіналу за 26 жовтня 2021. Процитовано 20 серпня 2018.
27. 1 2  At last! A Hat in Time hits Nintendo Switch on October 18. Destructoid (english) . 15 серпня 2019. Архів оригіналу за 13 лютого 2020. Процитовано 13 лютого 2020.
28. ↑  Frank, Allegra (13 березня 2018). Lovely platformer A Hat in Time celebrates free modding update with quick sale. PC Gamer. Архів оригіналу за 14 березня 2018. Процитовано 13 березня 2018.
29. ↑  Chalk, Andy (13 вересня 2018). A Hat in Time 'Seal the Deal' DLC is live and free for the taking until tomorrow. PC Gamer (амер.). Архів оригіналу за 16 вересня 2018. Процитовано 25 квітня 2019.
30. ↑  A Hat in Time Nyakuza Metro DLC is Coming to Switch Next Week. Twinfinite (english) . 12 листопада 2019. Архів оригіналу за 13 лютого 2020. Процитовано 13 лютого 2020.
31. ↑  How was Online Party achieved?. AHatInTime (english) . Процитовано 6 травня 2019.
32. ↑  Wales, Matt (25 квітня 2019). A Hat in Time's next DLC adds a neon-hued underground world and 50-player online. Eurogamer (англ.). Архів оригіналу за 2 червня 2022. Процитовано 25 квітня 2019.
33. ↑  A Hat in Time's new DLC kind of turns it into an MMO. Destructoid (english) . 25 квітня 2019. Архів оригіналу за 25 квітня 2019. Процитовано 25 квітня 2019.
34. ↑  A HAT IN TIME | Gears for Breakfast [@HatInTime] (19 листопада 2020). We've emerged from our labs to give y'all a DLC Update! Seal the Deal and Nyakuza Metro will be releasing on Xbox One and PlayStation 4 Q1 2021! Thank you all for your patience! We've worked super hard to make this happen and we're so excited!!🎉 (Твіт)  (англ.). Архів оригіналу за 18 січня 2021. Процитовано 27 червня 2021 — через Твіттер.
35. ↑  A HAT IN TIME | Gears for Breakfast [@HatInTime] (31 березня 2021). 🎉A Hat in Time DLC is now available on PS4 & XboxOne! 🎉 Seal the Deal: USD $4.99/EUR 3.99 Nyakuza Metro: USD $4.99/EUR 3.99 https://t.co/iDDhLrPASv (Твіт)  (англ.). Архів оригіналу за 31 березня 2021. Процитовано 27 червня 2021 — через Твіттер.
36. ↑  A HAT IN TIME | Gears for Breakfast [@HatInTime] (22 березня 2021). 🚨 CONSOLE DLC UPDATE 🚨 The Seal the Deal and Nyakuza Metro DLC will be available on March 31st at 11am PT/6pm GMT for PlayStation and Xbox players! In addition, with the Xbox Series X/S and PS5 you’ll be able to play up to 60fps! Thank you for your patience and please enjoy! (Твіт)  (англ.). Архів оригіналу за 30 травня 2021. Процитовано 27 червня 2021 — через Твіттер.
37. ↑  A Hat in Time for PC Reviews. Metacritic. CBS Interactive. Процитовано 23 січня 2019.
38. ↑  A Hat in Time for PlayStation 4 Reviews. Metacritic. CBS Interactive. Процитовано 23 січня 2019.
39. ↑  A Hat in Time for Nintendo Switch Reviews. Metacritic. CBS Interactive. Процитовано 18 жовтня 2019.
40. ↑  A Hat in Time for Xbox One Reviews. Metacritic. CBS Interactive. Процитовано 23 січня 2019.
41. ↑  Carter, Chris (3 жовтня 2017). Review: A Hat in Time. Destructoid. Архів оригіналу за 19 червня 2021. Процитовано 6 жовтня 2017.
42. ↑  Donlan, Christian (6 жовтня 2017). A Hat in Time review. Eurogamer. Архів оригіналу за 6 жовтня 2017. Процитовано 29 серпня 2021.
43. ↑  Hilliard, Kyle (11 грудня 2017). A Hat in Time - Unpolished Platforming Bliss. Game Informer. Архів оригіналу за 15 грудня 2017. Процитовано 29 серпня 2021. [Архівовано 2021-09-17 у Wayback Machine.]
44. ↑  Plagge, Kallie (5 жовтня 2017). A Hat in Time Review. GameSpot. Архів оригіналу за 6 жовтня 2017. Процитовано 29 серпня 2021.
45. ↑  Johnson, Leif (14 серпня 2019). A Hat in Time Review. IGN. Архів оригіналу за 13 вересня 2020. Процитовано 29 серпня 2021.
46. ↑  Baldwin, Jake (24 жовтня 2019). A Hat In Time Review (Switch). Nintendo Life. Архів оригіналу за 25 жовтня 2019. Процитовано 29 серпня 2021.
47. ↑  Morningstar, Xander (17 серпня 2019). A Hat in Time + Seal the Deal (Switch) Review. Nintendo World Report. Архів оригіналу за 28 жовтня 2019. Процитовано 29 серпня 2021.
48. ↑  Tarason, Dominic (11 жовтня 2017). A Hat in Time review. PC Gamer. Архів оригіналу за 14 жовтня 2017. Процитовано 13 жовтня 2017.
49. ↑  Thurmond, Joey (11 грудня 2017). A Hat in Time Review (PS4). Push Square. Архів оригіналу за 11 грудня 2017. Процитовано 29 серпня 2021.
50. ↑  Croshaw, Ben (3 січня 2018). ZERO PUNCTUATION Top 5 of 2017. The Escapist. Архів оригіналу за 9 січня 2018. Процитовано 29 січня 2018.
51. ↑  @HatInTime (18 жовтня 2017). A Hat in Time has officially sold 50,000 units (Твіт). Процитовано 18 жовтня 2017 — через Твіттер.
52. ↑  @HatInTime (26 липня 2018). Half a million units sold (Твіт). Процитовано 26 липня 2018 — через Твіттер.
53. ↑  @HatInTime (21 грудня 2018). One million units sold (Твіт). Процитовано 21 грудня 2018 — через Твіттер.
54. ↑  Carter, Chris (12 грудня 2017). Nominees for Destructoid's Best PC Game of 2017. Destructoid. Архів оригіналу за 16 грудня 2021. Процитовано 18 лютого 2018.
55. ↑  Best of 2017 Awards: Best Platformer. IGN. 20 грудня 2017. Архів оригіналу за 25 лютого 2018. Процитовано 18 лютого 2018.
56. ↑  Nominee List for 2017. National Academy of Video Game Trade Reviewers. 9 лютого 2018. Архів оригіналу за 15 лютого 2018. Процитовано 18 лютого 2018. [Архівовано 2018-02-15 у Archive.is]
57. ↑  Horizon wins 7; Mario GOTY. National Academy of Video Game Trade Reviewers. 13 березня 2018. Архів оригіналу за 14 березня 2018. Процитовано 15 березня 2018. [Архівовано 2018-03-14 у Archive.is]